# ناهیدا
ناهیدا (نام علمی: Nahida coenoides) نام یک گونه از زیرخانواده فلزنقشیان ریودینینا است.